# Liu Zhekai
Liu Zhekai (chiń. 刘哲凯; ur. 18 sierpnia 2000) – chiński lekkoatleta specjalizujący się w rzucie oszczepem.
W 2017 roku najpierw został mistrzem Azji juniorów młodszych, a później sięgnął po mistrzostwo świata w tej samej kategorii wiekowej. Złoty medalista mistrzostw Azji U20 (2018). 
Rekord życiowy: 73.63 (16 sierpnia 2019. Taiyuan). 

## Osiągnięcia
| Rok  | Impreza                   | Miejsce     | Lokata      | Wynik              |
| ---- | ------------------------- | ----------- | ----------- | ------------------ |
| 2016 | Mistrzostwa Azji juniorów | Ho Chi Minh | 7. miejsce  | 66,88              |
| 2017 | Mistrzostwa Azji U18      | Bangkok     | 1. miejsce  | 77,25 (700 gramów) |
| 2017 | Mistrzostwa świata U18    | Nairobi     | 1. miejsce  | 77,45 (700 gramów) |
| 2018 | Mistrzostwa Azji U20      | Gifu        | 1. miejsce  | 70,53              |
| 2018 | Mistrzostwa świata U20    | Tampere     | 10. miejsce | 67,90              |